# Polla de Potrillos (Chile)
La Polla de Potrillos es una carrera de la hípica chilena de Grupo I, que se disputa generalmente en agosto de cada año en el Club Hípico. Es una carrera para machos de tres años de edad, en distancia de 1.700 metros. La carrera es la 2.ª etapa de la cuádruple corona del Club Hípico de Santiago, junto al Clásico Alberto Vial Infante, el Nacional-Ricardo Lyon y el Clásico El Ensayo. Desde 2022 lleva el nombre de Roberto Allende Urrutia, expresidente del Club Hípico de Santiago.

## Ganadores de la Polla de Potrillos
Los siguientes son los ganadores de la prueba desde 1980.
| Año  | Caballo           | Jinete             | Preparador           | Stud                 | Haras                  | Tiempo  |
| ---- | ----------------- | ------------------ | -------------------- | -------------------- | ---------------------- | ------- |
| 1980 | Samos             | Pedro Cerón        | Jorge Vélez A.       | Jorge Vélez A.       | Santa Isabel           | 1.40.04 |
| 1981 | Saint Mesme       | Gustavo Lizama     | Pedro Bagú H.        | Ibiza                | La Capilla             | 1.41.03 |
| 1982 | Spot              | Roberto Pérez      | Álvaro Breque V.     | Victory              | Santa Sara             | 1.41.00 |
| 1983 | Lonquimay         | Sergio Vásquez     | Juan Cavieres A.     | Matancilla           | Matancilla             | 1.41.01 |
| 1984 | Mimado            | Alberto Poblete    | Jorge Inda G.        | Marie Josette        | Santa Cecilia          | 1.42.02 |
| 1985 | Ruiseñor          | Luis Muñoz         | Álvaro Breque V.     | Dadinco              | Dadinco                | 1.41.03 |
| 1986 | Silenciado        | Luis Muñoz         | Álvaro Breque V.     | Lajeña               | Picoltué               | 1.40.03 |
| 1987 | Dorticós          | Sergio Vásquez     | Jorge Inda M.        | Cinco Estrellas      | Santa Amelia           | 1.43.00 |
| 1988 | Don Guille        | Luis Muñoz         | Samuel Fuentes P.    | La Florida           | Eduardo Rodríguez      | 1.41.04 |
| 1989 | Místico           | Gustavo Barrera    | Antonio Abarca G.    | Antonio Abarca G.    | Matancilla             | 1.47.02 |
| 1990 | Mayfair           | Anyelo Rivera      | Antonio Abarca G.    | Shalom               | Augusto Meirelles T.   | 1.45.03 |
| 1991 | Campo Marzio      | Héctor Salazar     | Jorge Inda M.        | Newmarket            | Figurón                | 1.42.04 |
| 1992 | Barrio Chino      | Sergio Vásquez     | Jorge Inda M.        | Santa Sara           | Figurón                | 1.44.04 |
| 1993 | Hechizado         | Marcos Aranda      | Aquiles Martinez S.  | El Prudente          | María Pinto            | 1.39.02 |
| 1994 | Patio de Naranjos | Luis Torres        | Alfredo Bagú R.      | Nadia                | Santa Olga             | 1.41.02 |
| 1995 | Comodato          | Johann Albornoz    | Alberto López P.     | Botánico             | Mocito Guapo           | 1.42.02 |
| 1996 | Negro de Humo     | Mauricio Figueroa  | Pedro Melej R.       | Los Siameses         | San Luis de Futrono    | 1.42.04 |
| 1997 | Sidón             | Pedro Santos       | Juan Cavieres A.     | Shalom               | Santa Olga             | 1.46.01 |
| 1998 | Nawel             | Luis Torres        | Luis Urbina H.       | Filipino             | Don Alberto            | 1.40.02 |
| 1999 | Rolland Bar       | Mauricio Figueroa  | Samuel Fuentes P.    | Trafalgar            | Trafalgar              | 1.43.01 |
| 2000 | Penamacor         | Luis Torres        | Juan Cavieres A.     | Guha                 | De Pirque              | 1.39.01 |
| 2001 | Mister Acpen      | Manuel Martínez    | Jorge Inda G.        | Doña Juanita         | Matancilla             | 1.43.02 |
| 2002 | Santiago Matías   | Gustavo Barrera    | Jorge Inda G.        | Doña Juanita         | Matancilla             | 1.46.30 |
| 2003 | Us Open           | Richard Castillo   | José Inda D.         | Chicago              | Mocito Guapo           | 1.38.10 |
| 2004 | We Can Seek       | David Sánchez      | Juan Cavieres A.     | Vendaval             | Paso Nevado            | 1.39.96 |
| 2005 | El Cumbres        | David Sánchez      | Oliverio Martínez    | Viejo Perro          | Santa Marta            | 1.42.36 |
| 2006 | Bamboche          | Richard Castillo   | Domingo Matte D.     | Patricio Millar M.   | Paulina                | 1.41.72 |
| 2007 | Matto Mondo       | Gonzalo Ulloa      | José T. Allende F.   | Yatse                | El Sheik               | 1.40.02 |
| 2008 | Devenir           | Luis Torres        | Domingo Matte D.     | Nilahue              | Picoltué               | 1.50.72 |
| 2009 | Hoy Si            | Anyelo Rivera      | Domingo Matte D.     | Ada Faride           | Matancilla             | 1.41.18 |
| 2010 | Viejo Querido     | Gonzalo Ulloa      | Patricio Baeza A.    | Panguipulli          | Santa Sara             | 1.43.33 |
| 2011 | Omayad            | Óscar Ulloa        | Jorge Inda M.        | Haras Sumaya         | Sumaya                 | 1.38.65 |
| 2012 | Giant's Steps     | Guillermo Pontigo  | Patricio Baeza A.    | Los Tanderos         | Puerta de Hierro       | 1.39.31 |
| 2013 | Peso Veinte       | Rodolfo Fuenzalida | Patricio Baeza A.    | Haras Don Alberto    | Don Alberto            | 1.39.89 |
| 2014 | Il Campione       | Héctor I. Berríos  | Sergio Inda M.       | Alvidal              | Paso Nevado            | 1.37.59 |
| 2015 | Flyer             | Jorge A. González  | Guillermo Aguirre A. | Rastafario           | Paso Nevado            | 1.42.70 |
| 2016 | Admiral           | Hernán E. Ulloa    | Guillermo Aguirre A. | Haras Don Alberto    | Don Alberto            | 1.41.98 |
| 2017 | Robert Bruce      | Jorge A. González  | Patricio Baeza A.    | Haras Convento Viejo | Convento Viejo         | 1.40.43 |
| 2018 | El Pícaro         | Guillermo Pontigo  | Patricio Baeza A.    | Panguipulli          | Paso Nevado            | 1.38.84 |
| 2019 | Look Pen          | Gonzalo Ulloa      | Patricio Baeza A.    | Identic              | Agrícola Taomina Ltda. | 1.38.53 |
| 2020 | Breakpoint        | Kevin Espina       | Patricio Baeza A.    | R.T.                 | Don Alberto            | 1.42.02 |
| 2021 | Figureti          | Jaime Medina       | Patricio Baeza A.    | Matriarca            | Matriarca              | 1.41.07 |
| 2022 | Fortino           | Óscar Ulloa        | Patricio Baeza A.    | Haras Don Alberto    | Don Alberto            | 1.40.07 |
| 2023 | Kay Army          | Óscar Ulloa        | Patricio Baeza A.    | Identic              | Agrícola Taomina Ltda. | 1.40.18 |
| 2024 | Jungle Native     | Hugo Ochoa         | Aldo Parra D.        | Liguria              | Convento Viejo         | 1.45.41 |
| 2025 | Morikawa          | Sebastián González | Mario Rabajille D.   | Matriarca            | Matriarca              | 1.46.35 |

## Última edición
El domingo 3 de agosto de 2025, se realizó una edición más de la "Polla de Potrillos". Ganando el ejemplar "Morikawa" (hijo de Good Samaritan), que derrotó a Created, que fue el favorito de la carrera, en tercera posición se colocó A Todo Galope, en cuarta posición quedó Hotu Matua y la tabla la cerró Mister Watson. Morikawa fue conducido por Sebastián González, es preparado por Mario Rabajille D., pertenece y fue criado en el Haras Matriarca.